# Sybra drescheri
Sybra drescheri là một loài bọ cánh cứng trong họ Cerambycidae.